# Joachim Steetz
Joachim Steetz ( Hamburgo 1804 - ibíd. 1862 ) fue un botánico y explorador alemán, que trabajó en Australia.
Con sus extensas exploraciones por la región australiana, acumuló un enorme herbario de alrededor de 5.000 especímenes. A su deceso fue adquirido por Ferdinand Mueller para el "Herbario MEL".
En 1845 publica Plantae Preissianae.

## Algunas publicaciones
- 1853. Die Familie der Tremandreen und ihre Verwandtschaft zu der Familie der Lasiopetaleen
- 1857. Enumeration of the Compositae of the Island of Hongkong. Ed. Lovell Reeve. 12 pp.

## Honores

### Eponimia
Género
- (Asteraceae) Steetzia Sond.[3]

Especies
- (Asteraceae) Badilloa steetzii (B.L.Rob.) R.M.King & H.Rob.[4]

- (Asteraceae) Cacalia steetzii (Sch.Bip. ex Seem.) Kuntze[5]

- (Asteraceae) Helichrysum steetzianum Tovey & P.Morris[6]

- (Asteraceae) Polydora steetziana (Oliv. & Hiern) H.Rob.[7]
- La abreviatura «Steetz» se emplea para indicar a Joachim Steetz como autoridad en la descripción y clasificación científica de los vegetales.[8]

## Fuente
- Orchard, AE. 1999. A History of Systematic Botany in Australia. En Flora of Australia 1, 2ª ed. ABRS.